# フライ症候群
フライ症候群（フライしょうこうぐん、英: Frey's syndrome）とは、耳下腺において唾液の分泌に関わる神経が損傷した後に発生し得る、病的な発汗や発赤といった症状が出た状態であり、耳介側頭症候群などとも呼ばれる。損傷した神経が再生した際に接続先が耳下腺でなくなってしまったために、延髄に存在する唾液分泌中枢から送られてくる「唾液を分泌せよ」という指令が、全く違う結果として現れるようになった状態とも換言できる。

## 原因
フライ症候群は、耳下腺付近に外傷を負った場合や、耳下腺の手術を行ってしばらくしてから発症することのある疾患である。原因となる手術の例としては、唾液腺腫瘍の1種である耳下腺腫瘍の摘出術などが挙げられる。このためフライ症候群は、耳下腺腫瘍摘出術における術後合併症の1つとしても数えられている。耳下腺腫瘍摘出術後に、耳下腺から唾液を分泌させる指令を送っている耳介側頭神経が再生する際、付近の汗腺に神経が迷入したために発生する症状であるとされている。したがって、可能であれば耳下腺腫瘍摘出の際にフライ症候群が起こらないように留意する。

## 症状
食事の際に耳下部が赤くなったり、病的な汗をかいたりする。なお、このようなことが起こるのは、フライ症候群の原因となった外傷を受けたり手術を行った側、すなわち障害のある側だけである。

## 治療
ボツリヌス毒素を局所注射する試験治療が試みられている。